# Seven de la República 2001
El Seven de la República de 2001 fue la décimo-novena edición del torneo de rugby 7 de fin de temporada para uniones regionales afiliadas a la Unión Argentina de Rugby y la décimo-tercera en ser organizada en la ciudad de Paraná, Entre Ríos. Se llevó a cabo el 8 y 9 de diciembre de 2001 en El Plumazo, sede del Club Atlético Estudiantes de Paraná.
Este fue el primer torneo del que el seleccionado de la Unión de Rugby de Tierra del Fuego participó luego de que la misma se uniera como invitada a la UAR en 2000 y fuese afiliada definitivamente en 2001.
El seleccionado de Buenos Aires consiguió su séptimo título al derrotar 33-7 en la final de la Copa de Oro a la Unión de Rugby de Mar del Plata. El marplatense Juan Martín Berberian fue elegido como el mejor jugador torneo, mientras que Santiago Gómez Cora anotó tres tries en la final y fue el máximo goleador. San Juan y Chile se quedaron con la Copa de Plata y la Copa de Bronce, respectivamente.

## Equipos participantes
Participaron del torneo veinticinco equipos: veintiún uniones provinciales de Argentina y cuatro selecciones nacionales de Sudamérica.
| Equipo              | Unión                                                     |
| ------------------- | --------------------------------------------------------- |
| Alto Valle          | Unión de Rugby del Alto Valle de Río Negro y Neuquén      |
| Brasil              | Associação Brasileira de Rugby                            |
| Buenos Aires        | Unión de Rugby de Buenos Aires                            |
| Centro              | Unión de Rugby del Centro de la Provincia de Buenos Aires |
| Chile               | Federación de Rugby de Chile                              |
| Córdoba             | Unión Cordobesa de Rugby                                  |
| Cuyo                | Unión de Rugby de Cuyo                                    |
| Entre Ríos          | Unión Entrerriana de Rugby                                |
| Formosa             | Unión de Rugby de Formosa                                 |
| Jujuy               | Unión Jujeña de Rugby                                     |
| La Rioja            | Unión Riojana de Rugby                                    |
| Mar del Plata       | Unión de Rugby de Mar del Plata                           |
| Misiones            | Unión de Rugby de Misiones                                |
| Nordeste            | Unión de Rugby del Nordeste                               |
| Oeste               | Unión de Rugby del Oeste de Buenos Aires                  |
| Paraguay            | Unión de Rugby del Paraguay                               |
| Rosario             | Unión de Rugby de Rosario                                 |
| Salta               | Unión de Rugby de Salta                                   |
| San Juan            | Unión Sanjuanina de Rugby                                 |
| Santa Fe            | Unión Santafesina de Rugby                                |
| Santiago del Estero | Unión Santiagueña de Rugby                                |
| Sur                 | Unión de Rugby del Sur                                    |
| Tierra del Fuego    | Unión de Rugby de Tierra del Fuego                        |
| Tucumán             | Unión de Rugby de Tucumán                                 |
| Uruguay             | Unión de Rugby del Uruguay                                |

En cursiva los seleccionados internacionales invitados.

## Formato
Fase de grupos
Los veinticinco equipos fueron divididos en ocho grupos, siete de tres equipos cada uno y uno de cuatro equipos. Cada grupo se resolvió con el sistema de todos contra todos a una sola ronda; la victoria otorgando 2 puntos, el empate 1 y la derrota 0.
Fase final
La fase final se definió a eliminación directa. Los equipos fueron divididos en tres cuadros de acuerdo a su posiciones en la fase de grupos: los ganadores clasificaron a la Copa de Oro, los segundos a la Copa de Plata y los demás a la Copa de Bronce.

## Fase de grupos
| Pos. | Equipos  | Partidos | Partidos | Partidos | Tantos | Tantos | Tantos | Pts. |
| Pos. | Equipos  | G        | E        | P        | PF     | PC     | DP     | Pts. |
| ---- | -------- | -------- | -------- | -------- | ------ | ------ | ------ | ---- |
| 1.°  | Rosario  | 2        | 0        | 0        | 103    | 0      | +103   | 4    |
| 2.°  | Brasil   | 1        | 0        | 1        | 14     | 46     | -32    | 2    |
| 3.°  | La Rioja | 0        | 0        | 2        | 5      | 76     | -71    | 0    |

|  | Rosario | 41 - 0  | Brasil |  |  |
|  |         | Reporte |        |  |  |

|  | Rosario | 62 - 0  | La Rioja |  |  |
|  |         | Reporte |          |  |  |

|  | Brasil | 14 - 5  | La Rioja |  |  |
|  |        | Reporte |          |  |  |

| Pos. | Equipos | Partidos | Partidos | Partidos | Tantos | Tantos | Tantos | Pts. |
| Pos. | Equipos | G        | E        | P        | PF     | PC     | DP     | Pts. |
| ---- | ------- | -------- | -------- | -------- | ------ | ------ | ------ | ---- |
| 1.°  | Cuyo    | 2        | 0        | 0        | 56     | 14     | +42    | 4    |
| 2.°  | Sur     | 1        | 0        | 1        | 26     | 48     | -22    | 2    |
| 3.°  | Formosa | 0        | 0        | 2        | 28     | 48     | -20    | 0    |

|  | Cuyo | 22 - 14 | Formosa |  |  |
|  |      | Reporte |         |  |  |

|  | Cuyo | 34 - 0  | Sur |  |  |
|  |      | Reporte |     |  |  |

|  | Formosa | 14 - 26 | Sur |  |  |
|  |         | Reporte |     |  |  |

| Pos. | Equipos       | Partidos | Partidos | Partidos | Tantos | Tantos | Tantos | Pts. |
| Pos. | Equipos       | G        | E        | P        | PF     | PC     | DP     | Pts. |
| ---- | ------------- | -------- | -------- | -------- | ------ | ------ | ------ | ---- |
| 1.°  | S. del Estero | 2        | 0        | 0        | 63     | 26     | +37    | 4    |
| 2.°  | San Juan      | 1        | 0        | 1        | 49     | 26     | +23    | 2    |
| 3.°  | Centro        | 0        | 0        | 2        | 17     | 77     | -60    | 0    |

|  | S. del Estero | 42 - 12 | Centro |  |  |
|  |               | Reporte |        |  |  |

|  | S. del Estero | 21 - 14 | San Juan |  |  |
|  |               | Reporte |          |  |  |

|  | Centro | 5 - 35  | San Juan |  |  |
|  |        | Reporte |          |  |  |

| Pos. | Equipos    | Partidos | Partidos | Partidos | Tantos | Tantos | Tantos | Pts. |
| Pos. | Equipos    | G        | E        | P        | PF     | PC     | DP     | Pts. |
| ---- | ---------- | -------- | -------- | -------- | ------ | ------ | ------ | ---- |
| 1.°  | Córdoba    | 2        | 0        | 0        | 29     | 5      | +24    | 4    |
| 2.°  | Alto Valle | 1        | 0        | 1        | 36     | 36     | +0     | 2    |
| 3.°  | Paraguay   | 0        | 0        | 2        | 12     | 36     | -24    | 0    |

|  | Córdoba | 5 - 0   | Paraguay |  |  |
|  |         | Reporte |          |  |  |

|  | Córdoba | 24 - 5  | Alto Valle |  |  |
|  |         | Reporte |            |  |  |

|  | Paraguay | 12 - 31 | Alto Valle |  |  |
|  |          | Reporte |            |  |  |

| Pos. | Equipos      | Partidos | Partidos | Partidos | Tantos | Tantos | Tantos | Pts. |
| Pos. | Equipos      | G        | E        | P        | PF     | PC     | DP     | Pts. |
| ---- | ------------ | -------- | -------- | -------- | ------ | ------ | ------ | ---- |
| 1.°  | Buenos Aires | 2        | 0        | 0        | 75     | 12     | +63    | 4    |
| 2.°  | Salta        | 1        | 0        | 1        | 49     | 28     | +21    | 2    |
| 3.°  | Jujuy        | 0        | 0        | 2        | 12     | 96     | -84    | 0    |

|  | Buenos Aires | 54 - 5  | Jujuy |  |  |
|  |              | Reporte |       |  |  |

|  | Buenos Aires | 21 - 7  | Salta |  |  |
|  |              | Reporte |       |  |  |

|  | Jujuy | 7 - 42  | Salta |  |  |
|  |       | Reporte |       |  |  |

| Pos. | Equipos  | Partidos | Partidos | Partidos | Tantos | Tantos | Tantos | Pts. |
| Pos. | Equipos  | G        | E        | P        | PF     | PC     | DP     | Pts. |
| ---- | -------- | -------- | -------- | -------- | ------ | ------ | ------ | ---- |
| 1.°  | Santa Fe | 2        | 0        | 0        | 83     | 21     | +62    | 4    |
| 2.°  | Misiones | 1        | 0        | 1        | 33     | 55     | -22    | 2    |
| 3.°  | Oeste    | 0        | 0        | 2        | 21     | 61     | -40    | 0    |

|  | Santa Fe | 35 - 14 | Oeste |  |  |
|  |          | Reporte |       |  |  |

|  | Santa Fe | 48 - 7  | Misiones |  |  |
|  |          | Reporte |          |  |  |

|  | Oeste | 7 - 26  | Misiones |  |  |
|  |       | Reporte |          |  |  |

| Pos. | Equipos       | Partidos | Partidos | Partidos | Tantos | Tantos | Tantos | Pts. |
| Pos. | Equipos       | G        | E        | P        | PF     | PC     | DP     | Pts. |
| ---- | ------------- | -------- | -------- | -------- | ------ | ------ | ------ | ---- |
| 1.°  | Mar del Plata | 2        | 0        | 0        | 45     | 26     | +19    | 4    |
| 2.°  | Tucumán       | 1        | 0        | 1        | 43     | 42     | +1     | 2    |
| 3.°  | Uruguay       | 0        | 0        | 2        | 42     | 62     | -20    | 0    |

|  | Mar del Plata | 31 - 14 | Uruguay |  |  |
|  |               | Reporte |         |  |  |

|  | Mar del Plata | 14 - 12 | Tucumán |  |  |
|  |               | Reporte |         |  |  |

|  | Uruguay | 28 - 31 | Tucumán |  |  |
|  |         | Reporte |         |  |  |

| Pos. | Equipos      | Partidos | Partidos | Partidos | Tantos | Tantos | Tantos | Pts. |
| Pos. | Equipos      | G        | E        | P        | PF     | PC     | DP     | Pts. |
| ---- | ------------ | -------- | -------- | -------- | ------ | ------ | ------ | ---- |
| 1.°  | Nordeste     | 3        | 0        | 0        | 58     | 26     | +32    | 6    |
| 2.°  | Entre Ríos   | 2        | 0        | 1        | 63     | 22     | +41    | 4    |
| 3.°  | Chile        | 1        | 0        | 2        | 34     | 66     | -32    | 2    |
| 4.°  | T. del Fuego | 0        | 0        | 3        | 31     | 72     | -41    | 0    |

|  | Nordeste | 10 - 0  | Entre Ríos |  |  |
|  |          | Reporte |            |  |  |

|  | Nordeste | 31 - 14 | Chile |  |  |
|  |          | Reporte |       |  |  |

|  | Nordeste | 17 - 12 | T. del Fuego |  |  |
|  |          | Reporte |              |  |  |

|  | Entre Ríos | 28 - 0  | Chile |  |  |
|  |            | Reporte |       |  |  |

|  | Entre Ríos | 35 - 12 | T. del Fuego |  |  |
|  |            | Reporte |              |  |  |

|  | Chile | 20 - 7  | T. del Fuego |  |  |
|  |       | Reporte |              |  |  |

|  | Clasifica a Copa de Oro    |
|  | Clasifica a Copa de Plata  |
|  | Clasifica a Copa de Bronce |

## Fase final

### Copa de Oro
|  | Cuartos de final | Cuartos de final | Cuartos de final |               |          | Semifinales | Semifinales | Semifinales |  |              | Final        | Final | Final |  |
|  |                  |                  |                  |               |          |             |             |             |  |              |              |       |       |  |
|  |                  |                  |                  |               |          |             |             |             |  |              |              |       |       |  |
|  | A                | Rosario (t.e.)   | 17               |               |          |             |             |             |  |              |              |       |       |  |
|  | A                | Rosario (t.e.)   | 17               |               |          |             |             |             |  |              |              |       |       |  |
|  | H                | Nordeste         | 12               |               |          |             |             |             |  |              |              |       |       |  |
|  | H                | Nordeste         | 12               |               | Rosario  | Rosario     | 5           |             |  |              |              |       |       |  |
|  |                  |                  |                  |               | Rosario  | Rosario     | 5           |             |  |              |              |       |       |  |
|  |                  |                  | Buenos Aires     | Buenos Aires  | 43       |             |             |             |  |              |              |       |       |  |
|  | D                | Córdoba          | Buenos Aires     | Buenos Aires  | 43       | 14          |             |             |  |              |              |       |       |  |
|  | D                | Córdoba          |                  |               |          |             |             |             |  |              |              |       |       |  |
|  | E                | Buenos Aires     | 15               |               |          |             |             |             |  |              |              |       |       |  |
|  | E                | Buenos Aires     | 15               |               |          |             |             |             |  | Buenos Aires | Buenos Aires | 33    |       |  |
|  |                  |                  |                  |               |          |             |             |             |  | Buenos Aires | Buenos Aires | 33    |       |  |
|  |                  |                  | Mar del Plata    | Mar del Plata | 7        |             |             |             |  |              |              |       |       |  |
|  | C                | Sgo. del Estero  | Mar del Plata    | Mar del Plata | 7        | 14          |             |             |  |              |              |       |       |  |
|  | C                | Sgo. del Estero  |                  |               |          |             |             |             |  |              |              |       |       |  |
|  | F                | Santa Fe         | 40               |               |          |             |             |             |  |              |              |       |       |  |
|  | F                | Santa Fe         | 40               |               | Santa Fe | Santa Fe    | 14          |             |  |              |              |       |       |  |
|  |                  |                  |                  |               | Santa Fe | Santa Fe    | 14          |             |  |              |              |       |       |  |
|  |                  |                  | Mar del Plata    | Mar del Plata | 28       |             |             |             |  |              |              |       |       |  |
|  | B                | Cuyo             | Mar del Plata    | Mar del Plata | 28       | 5           |             |             |  |              |              |       |       |  |
|  | B                | Cuyo             |                  |               |          |             |             |             |  |              |              |       |       |  |
|  | G                | Mar del Plata    | 10               |               |          |             |             |             |  |              |              |       |       |  |
|  | G                | Mar del Plata    | 10               |               |          |             |             |             |  |              |              |       |       |  |
|  |                  |                  |                  |               |          |             |             |             |  |              |              |       |       |  |

| 9 de diciembre | Nordeste | 12 - 14 | Córdoba |  |  |
|                |          | Reporte |         |  |  |

| 9 de diciembre | S. Estero | 20 - 17 | Cuyo |  |  |
|                |           | Reporte |      |  |  |

### Copa de Plata
|  | Cuartos de final | Cuartos de final | Cuartos de final |                 |            | Semifinales | Semifinales | Semifinales |  |            | Final      | Final | Final |  |
|  |                  |                  |                  |                 |            |             |             |             |  |            |            |       |       |  |
|  |                  |                  |                  |                 |            |             |             |             |  |            |            |       |       |  |
|  | A                | Brasil           | 5                |                 |            |             |             |             |  |            |            |       |       |  |
|  | A                | Brasil           | 5                |                 |            |             |             |             |  |            |            |       |       |  |
|  | H                | Entre Ríos       | 48               |                 |            |             |             |             |  |            |            |       |       |  |
|  | H                | Entre Ríos       | 48               |                 | Entre Ríos | Entre Ríos  | 22          |             |  |            |            |       |       |  |
|  |                  |                  |                  |                 | Entre Ríos | Entre Ríos  | 22          |             |  |            |            |       |       |  |
|  |                  |                  | Salta            | Salta           | 17         |             |             |             |  |            |            |       |       |  |
|  | D                | Alto Valle       | Salta            | Salta           | 17         | 14          |             |             |  |            |            |       |       |  |
|  | D                | Alto Valle       |                  |                 |            |             |             |             |  |            |            |       |       |  |
|  | E                | Salta            | 19               |                 |            |             |             |             |  |            |            |       |       |  |
|  | E                | Salta            | 19               |                 |            |             |             |             |  | Entre Ríos | Entre Ríos | 12    |       |  |
|  |                  |                  |                  |                 |            |             |             |             |  | Entre Ríos | Entre Ríos | 12    |       |  |
|  |                  |                  | San Juan (t.e.)  | San Juan (t.e.) | 17         |             |             |             |  |            |            |       |       |  |
|  | C                | San Juan         | San Juan (t.e.)  | San Juan (t.e.) | 17         | 27          |             |             |  |            |            |       |       |  |
|  | C                | San Juan         |                  |                 |            |             |             |             |  |            |            |       |       |  |
|  | F                | Misiones         | 5                |                 |            |             |             |             |  |            |            |       |       |  |
|  | F                | Misiones         | 5                |                 | San Juan   | San Juan    | 24          |             |  |            |            |       |       |  |
|  |                  |                  |                  |                 | San Juan   | San Juan    | 24          |             |  |            |            |       |       |  |
|  |                  |                  | Tucumán          | Tucumán         | 21         |             |             |             |  |            |            |       |       |  |
|  | B                | Sur              | Tucumán          | Tucumán         | 21         | 5           |             |             |  |            |            |       |       |  |
|  | B                | Sur              |                  |                 |            |             |             |             |  |            |            |       |       |  |
|  | G                | Tucumán          | 33               |                 |            |             |             |             |  |            |            |       |       |  |
|  | G                | Tucumán          | 33               |                 |            |             |             |             |  |            |            |       |       |  |
|  |                  |                  |                  |                 |            |             |             |             |  |            |            |       |       |  |

| 9 de diciembre | Brasil | 0 - 26  | Alto Valle |  |  |
|                |        | Reporte |            |  |  |

| 9 de diciembre | Misiones | 21 - 42 | Sur |  |  |
|                |          | Reporte |     |  |  |

### Copa de Bronce
Partido Preliminar
| 8 de diciembre | Uruguay | 22 - 26 | Tierra del Fuego |  |  |
|                |         | Reporte |                  |  |  |

|  | Cuartos de final | Cuartos de final | Cuartos de final |         |       | Semifinales | Semifinales | Semifinales |  |       | Final | Final | Final |  |
|  |                  |                  |                  |         |       |             |             |             |  |       |       |       |       |  |
|  |                  |                  |                  |         |       |             |             |             |  |       |       |       |       |  |
|  | A                | La Rioja         | 17               |         |       |             |             |             |  |       |       |       |       |  |
|  | A                | La Rioja         | 17               |         |       |             |             |             |  |       |       |       |       |  |
|  | H                | Chile            | 31               |         |       |             |             |             |  |       |       |       |       |  |
|  | H                | Chile            | 31               |         | Chile | Chile       | 19          |             |  |       |       |       |       |  |
|  |                  |                  |                  |         | Chile | Chile       | 19          |             |  |       |       |       |       |  |
|  |                  |                  | Oeste            | Oeste   | 14    |             |             |             |  |       |       |       |       |  |
|  | C                | Centro           | Oeste            | Oeste   | 14    | 5           |             |             |  |       |       |       |       |  |
|  | C                | Centro           |                  |         |       |             |             |             |  |       |       |       |       |  |
|  | F                | Oeste            | 31               |         |       |             |             |             |  |       |       |       |       |  |
|  | F                | Oeste            | 31               |         |       |             |             |             |  | Chile | Chile | 19    |       |  |
|  |                  |                  |                  |         |       |             |             |             |  | Chile | Chile | 19    |       |  |
|  |                  |                  | Jujuy            | Jujuy   | 14    |             |             |             |  |       |       |       |       |  |
|  | D                | Paraguay         | Jujuy            | Jujuy   | 14    | 12          |             |             |  |       |       |       |       |  |
|  | D                | Paraguay         |                  |         |       |             |             |             |  |       |       |       |       |  |
|  | E                | Jujuy            | 21               |         |       |             |             |             |  |       |       |       |       |  |
|  | E                | Jujuy            | 21               |         | Jujuy | Jujuy       | 19          |             |  |       |       |       |       |  |
|  |                  |                  |                  |         | Jujuy | Jujuy       | 19          |             |  |       |       |       |       |  |
|  |                  |                  | Formosa          | Formosa | 10    |             |             |             |  |       |       |       |       |  |
|  | B                | Formosa          | Formosa          | Formosa | 10    | 26          |             |             |  |       |       |       |       |  |
|  | B                | Formosa          |                  |         |       |             |             |             |  |       |       |       |       |  |
|  | H                | Tierra del Fuego | 12               |         |       |             |             |             |  |       |       |       |       |  |
|  | H                | Tierra del Fuego | 12               |         |       |             |             |             |  |       |       |       |       |  |
|  |                  |                  |                  |         |       |             |             |             |  |       |       |       |       |  |

| 9 de diciembre | La Rioja | 31 - 5  | Centro |  |  |
|                |          | Reporte |        |  |  |

| 9 de diciembre | Paraguay | 31 - 26 | T.d. Fuego |  |  |
|                |          | Reporte |            |  |  |

## Tabla de posiciones
Las posiciones finales al terminar el campeonato:
| 1.°  | Buenos Aires     | 5 | 0 | 0 | 166 | 38  | +128 |
| 2.°  | Mar del Plata    | 4 | 0 | 1 | 90  | 73  | +17  |
| 3.°  | Santa Fe         | 3 | 0 | 1 | 137 | 63  | +74  |
| 4.°  | Rosario          | 3 | 0 | 1 | 125 | 55  | +70  |
| 5.°  | Sgo. del Estero  | 3 | 0 | 1 | 97  | 83  | +14  |
| 6.°  | Córdoba          | 3 | 0 | 1 | 57  | 32  | +25  |
| 7.°  | Nordeste         | 3 | 0 | 2 | 82  | 57  | +25  |
| 8.°  | Cuyo             | 2 | 0 | 2 | 78  | 44  | +34  |
| 9.°  | San Juan         | 4 | 0 | 1 | 123 | 64  | +59  |
| 10.° | Entre Ríos       | 4 | 0 | 2 | 145 | 61  | +84  |
| 11.° | Tucumán          | 2 | 0 | 2 | 97  | 71  | +26  |
| 12.° | Salta            | 2 | 0 | 2 | 85  | 64  | +21  |
| 13.° | Alto Valle       | 2 | 0 | 2 | 76  | 55  | +21  |
| 14.° | Sur              | 2 | 0 | 2 | 73  | 102 | -29  |
| 15.° | Misiones         | 1 | 0 | 3 | 59  | 124 | -65  |
| 16.° | Brasil           | 1 | 0 | 3 | 19  | 120 | -101 |
| 17.° | Chile            | 4 | 0 | 2 | 103 | 111 | -8   |
| 18.° | Jujuy            | 2 | 0 | 3 | 66  | 137 | -71  |
| 19.° | Oeste            | 1 | 0 | 3 | 66  | 85  | -19  |
| 20.° | Formosa          | 1 | 0 | 3 | 64  | 79  | -15  |
| 21.° | La Rioja         | 1 | 0 | 3 | 53  | 112 | -59  |
| 22.° | Paraguay         | 1 | 0 | 3 | 55  | 83  | -28  |
| 23.° | Tierra del Fuego | 1 | 0 | 5 | 95  | 151 | -56  |
| 24.° | Centro           | 0 | 0 | 4 | 27  | 139 | -112 |
| 25.° | Uruguay          | 0 | 0 | 3 | 64  | 88  | -24  |

|  | Campeón Copa de Oro.    |
|  | Campeón Copa de Plata.  |
|  | Campeón Copa de Bronce. |

|                      |
| Buenos Aires Campeón |
| Séptimo título       |